# Une robe d'été
Une robe d'été is een Franse korte film van François Ozon uit 1996.

## Korte inhoud
Na een woordenwisseling met zijn vriendje Sébastien, die hij diens gekke gedrag verwijt, gaat een jonge man (Luc) alleen naar het strand. Hij ontmoet er een charmant en vriendelijk Spaans meisje (Lucia). Met haar bedrijft hij voor de eerste maal de liefde met een vrouw. Als ze terugkeren op het strand blijken al zijn kleren weg te zijn, zodat hij noodgedwongen een jurk van Lucia aantrekt om terug te keren naar huis. Dit verandert volledig zijn visie op wat een man is en wanneer hij bij Sébastien is, bedrijven zij op een passionele manier de liefde in de keuken. De volgende dag wil hij Lucia haar jurk teruggeven, maar zij wil hem niet terug; ze heeft hem de jurk cadeau gegeven voor de emancipatie.

## Rolverdeling
| Acteur            | Personage |
| ----------------- | --------- |
| Lucia Sanchez     | Lucia     |
| Frédéric Mangenot | Luc       |
| Sébastien Charles | Sébastien |

## Achtergrond
Wat de film zo opmerkelijk maakt, is dat de ontwikkelingen van de personages plaatsvinden in de korte tijdspanne van het verhaal. In het geval van Luc, waarvoor het verhaal begint met een vorm van irritatie tegenover zijn vriend en misschien tegenover homoseksualiteit in het algemeen, worden heteroseks en travestie ten slotte een katalysator tot zelfaanvaarding.
Une Robe d’été kreeg de Léopard de demain-prijs op het Internationaal filmfestival van Locarno en was te zien op verschillende festivals van korte films: Dublin, Pantin, Grenoble, Genève, Brest. De film betekende de ontdekking van Lucia Sanchez, die later nog met François Ozon zou werken in de film Sitcom. Op de achtergrond is het liedje van Sheila, Bang-Bang, te horen.